# تشويبدة (شلاهي)
التشويبدة أو الكُوَيبْدَة (بالفارسية: چویبده) هي قرية تقع في إيران في قسم شلاهي الريفي. يقدر عدد سكانها بـ 6,491 نسمة .